# Festival van San Remo 1951
Het Festival van San Remo 1951 was de allereerste editie van de populaire liedjeswedstrijd en de moeder van het Eurovisiesongfestival.

## Finale
1. Grazie dei fior (Gian Carlo Testoni, Mario Panzeri & Saverio Seracini) Nilla Pizzi
2. La luna si veste d'argento (Vittorio Mascheroni e Biri) Nilla Pizzi & Achille Togliani
3. Serenata a nessuno (Walter Colì) Achille Togliani

- Al mercato di Pizzighettone (Nino Ravasini-Aldo Locatelli) Achille Togliani & Duo Fasano
- Eco tra gli abeti (Carlo Alberto Rossi-Bonagura) Nilla Pizzi & Achille Togliani
- Famme durmi' (Panzuti-Dampa) Achille Togliani & Duo Fasano
- La cicogna distratta (Aldo Valleroni-Da Rovere-Carrel) Duo Fasano
- La margherita (E.B.Valdes) Nilla Pizzi & Duo Fasano
- Sedici anni (Gambetti-Mario Mari) Achille Togliani
- Sotto il mandorlo (Gian Carlo Testoni, Mario Panzeri & Carlo Donida) Duo Fasano

## Halvefinalisten
- È l'alba (Gian Carlo Testoni-Armando Trovajoli) Nilla Pizzi
- Ho pianto una volta sola (Dino Olivieri-Pinchi) Nilla Pizzi
- Mai più (Fuselli-Rolando) Achille Togliani
- Mani che si cercano (Gino Redi-Colombi) Achille Togliani
- Mia cara Napoli (Mario Ruccione-Salvatore Mazzocco) Nilla Pizzi
- Notte di Sanremo (Enzo Luigi Poletto ) Nilla Pizzi
- Oro di Napoli (Brigata-Bertini) Nilla Pizzi
- Sei fatta per me (Fassino-Quattrini) Achille Togliani
- Sorrentinella (Saverio Seracini- Arrigo Giacomo Camosso) Duo Fasano
- Tutto è finito (Errico-O.Odorici-S.Odorici) Nilla Pizzi

1951 · 1952 · 1953 · 1954 · 1955 · 1956 · 1957 · 1958 · 1959 · 1960 · 1961 · 1962 · 1963 · 1964 · 1965 · 1966 · 1967 · 1968 · 1969 · 1970 · 1971 · 1972 · 1973 · 1974 · 1975 · 1976 · 1977 · 1978 · 1979 · 1980 · 1981 · 1982 · 1983 · 1984 · 1985 · 1986 · 1987 · 1988 · 1989 · 1990 · 1991 · 1992 · 1993 · 1994 · 1995 · 1996 · 1997 · 1998 · 1999 · 2000 · 2001 · 2002 · 2003 · 2004 · 2005 · 2006 · 2007 · 2008 · 2009 · 2010 · 2011 · 2012 · 2013 · 2014 · 2015 · 2016 · 2017 · 2018 · 2019 · 2020 · 2021 · 2022 · 2023 · 2024 · 2025